# Pierre Nord (Autor)
Pierre Nord, eigentlich André Léon Brouillard, (* 15. April 1900 in Le Cateau-Cambrésis, Département Nord; † 9. Dezember 1985 in Monaco) war ein französischer Widerstandskämpfer und Schriftsteller. 

## Leben
Pierre Nord wurde als Sohn eines Kohlenträgers geboren.  Im Ersten Weltkrieg kämpfte Nord bereits mit 16 Jahren gegen das deutsche Militär. Bei Saint-Quentin (Département Aisne) geriet er in deutsche Kriegsgefangenschaft und wurde nach kurzem Prozess zum Tode verurteilt. Auf Grund seiner Jugend wurde er später begnadigt und überlebte den Krieg. 
Zwischen 1920 und 1922 besuchte Nord die Militärschule Saint-Cyr und 1932/34 die École Militaire in Paris. Im Anschluss daran wurde er Schüler an der École libre des sciences politiques. 
Anschließend arbeitete Nord für den französischen Geheimdienst. Neben verschiedenen Pseudonymen benutzte er auch immer wieder „Pierre Nord“, unter dem er auch als Schriftsteller erfolgreich reüssierte. 1939 war er Chef der Abteilung Spionage und Gegenspionage. Nach der Besetzung Frankreichs im Zweiten Weltkrieg wurde Nord 1940 von den Deutschen gefangen genommen. Er entkam jedoch nach einigen Wochen nach Rennes. Er schloss sich dort der Widerstandsbewegung an und zeichnete sich durch eine Reihe kühner Unternehmen aus. im November 1942 entging er nur mit knapper Not einer Verhaftung. Nach diesem Tag zog er sich völlig zurück und beschäftigte sich ausschließlich mit der Planung von Schutz- und Abwehrmaßnahmen gegen Bombenangriffe. Nebenbei entstanden seine ersten Kriminal- und Abenteuerromane. 
1946 nahm Nord seinen Abschied aus der Armee und widmete sich dem Schreiben. 1957 legte Nord dann alle Ämter und Aufgaben nieder und zog sich ins Privatleben zurück. Er ließ sich in Monaco nieder, wo er am 9. Dezember 1985 im Alter von 85 Jahren verstorben ist.

## Ehrungen
- Ritter der Ehrenlegion
- Grand Prix Verité für sein Werk Mes camarades sont morts
- 1937 Grand Prix du roman d'aventures für seinen Roman Terre d'angoisse

## Werke (Auswahl)
Prosa
- Le club atomique. Fayard, Paris 1966 (L'aventure de notre temps; 24).
- Double crime sur laLigne Maginot. Librairie de Champs-Elysées, Paris 1938.
- Eine Hand wäscht die andere. Kriminalroman („Qui est le policier“). Goldmann, München
- Lächle, wenn Du mir begegnest. Kriminalroman („Journal d'un maître chanteur“). Goldmann, München 1962.
- Mädchen aus guter Familie. Kriminalroman („Le crime que je revendique“). Goldmann, München 1963.
- Pas de scandale à l'ONU. Fayard, Paris 1966 (L'aventure de notre temps; 31).
- Spionageprozeß Wronska-Pierret. Kriminalroman („Procès d'espionage“). Goldmann, München 1962.

Sachbücher
- Le Fantôme de Martin Bormann. Librairie des Champs-Elysée, Paris 1974, ISBN 2-7024-0316-6.
- Mes camarades sont morts. Librairie des Champs-Elysées, Paris 1947/49

1. La guerre de renseignement.
2. Le contre-espionage.
3. La préparation du débarquement.